# Roddel

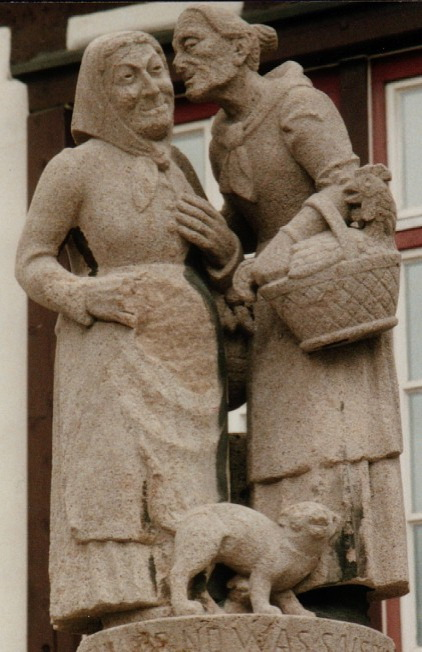
Beeld van roddelaarsters in Sindelfingen

Roddel of achterklap is een uiting van een negatief, speculatief, suggestief, onthullend dan wel tendentieus bericht over iets of iemand - zonder dat degene(n) waar het over gaat dit zelf naar buiten hebben gebracht. Roddelen betreft dikwijls het ruchtbaar maken van desinformatie of iets negatiefs over iets of iemand. Zo kan het dan ook deel uitmaken van pesten.
Roddelen kan zowel mondeling als schriftelijk, bijvoorbeeld per brief, e-mail, WhatsApp of sms. Wanneer via het internet negatieve geruchten over iemand worden verspreid kan er een overlap bestaan met cyberpesten.
Hoewel het praten (of liegen) over anderen niet altijd als verwerpelijk wordt gezien - het kan bijvoorbeeld ook zijn dat men zich oprecht zorgen maakt over iemand -, is het in zijn zuiverste juridische vorm wel degelijk een misdaad volgens het Nederlandse Wetboek van Strafrecht. Ondanks deze theoretische strafbaarheidsstelling is het in praktijk vaak moeilijk bij wijdverbreide roddel een boosdoener aan te wijzen en te straffen; bovendien is de reputatie van het onderwerp in kwestie dan al beschadigd.

## Tactisch instrument
Bij roddelen gaat het over geruchten of privé-informatie. Omdat de persoon in kwestie niet aanwezig is, kan deze zich niet tegen eventuele onwaarheden of aantijgingen verdedigen. Bovendien kunnen verhalen die van mond tot mond gaan een eigen leven gaan leiden doordat men er (bewust of onbewust) dingen bij verzint. Roddels kunnen op deze wijze uiteindelijk reputaties verwoesten. Roddels kunnen zo een tactisch instrument vormen als wapen tegen een opponent, zoals bijvoorbeeld een concurrent of tegenpartij.

## Onderwerpen
De onderwerpen zijn legio en kunnen onder andere omvatten:
- professionele (in)competentie;
- huwelijkse ontrouw en/of prostitueebezoek;
- afwijkende seksuele voorkeuren;
- ongelukkige uitspraken die de persoon zou hebben gedaan;
- aan de persoon toegeschreven denkbeelden of (politieke) voorkeuren;
- juridische problemen, belastingfraude of strafbare feiten van de persoon in kwestie;
- kledingkeuze, religiekeuze of levenswijze;
- partnerkeuze en/of (vermeende) zwangerschap;
- ziekte en gezondheid van derden;
- onheuse bejegening van personen in de omgeving.

Hoe smeuïger of rijkelijker voorzien van taboes of achterklap, hoe langer de roddel zal standhouden; vergelijkbaar met de spreiding van een viral.

## Ontvangst
Vanuit maatschappelijk sociaal perspectief is het negatief praten over mensen ongewenst omdat het vaak een inleiding vormt tot stigmatiseren of brandmerken van groepen, individuele personen of organisaties. Langdurig aanhoudende roddels maken het moeilijk om een ander sociaal verschijnsel, selffulfilling prophecy, te bestrijden. Hierin juist schuilt gelijk de onrechtmatig sterke machtspositie waarin de roddelaar zit.
Andere argumenten tegen smaad en roddel zijn te vinden als het in een religieus perspectief wordt geplaatst. De Bijbel veroordeelt geroddel onder andere in Spreuken 11:13, 25:13, Jeremia 6:28, Romeinen 1:29, 2 Korinthe 12:20.
Toch doen velen dagelijks aan roddelen. De bladen die zich in het onderwerp gespecialiseerd hebben, de roddelbladen, zijn vaak populistisch. Omdat roddelen meestal slechts interessant is wanneer men de persoon waarover geroddeld wordt kent, roddelen deze bladen vooral over algemeen bekende mensen. 
"Waar rook is, is vuur" is een Nederlands spreekwoord dat de levensader van het roddelen weergeeft. Het is deze veronderstelling die de destructieve kracht van roddelen kan veroorzaken. Een voorbeeld van wat roddels kunnen aanrichten is te zien in de Amerikaanse film Gossip (2000) van Davis Guggenheim.